# Бонгу
Бонгу — народ, населяющий деревню Бонгу в Папуа — Новой Гвинее, говорят на языке бонгу трансновогвинейской семьи. Бонгу — протестанты, сохраняются и традиционные верования (Николаев 1989: 64).

## История
До европейской колонизации в конце XIX века сохранялся первобытно-общинный строй (Егорунин 1999: 489). В 1896 году в Бонгу была основана станция Рейнской Лютеранской миссии.

## Хозяйство
Традиционно занимаются ручным тропическим земледелием подсечно-огневого типа. Выращивают таро, ямс, батат, бананы. Разводят плодовые деревья — кокосовую пальму, хлебное дерево и др. Также развито рыболовство. Животноводство — свиньи, куры, идущие в пищу собаки и охота — имеют второстепенное значение. Материальная культура общепапуасская (Егорунин 1999: 489).
В племенах Бонгу элементы европейской культуры наложились на самобытный жизненный уклад и модифицировали его. Не было ни наследственных, ни выборных вождей, из среды общинников выделялись так называемые бигмены. Важные решения принимались сообща всеми взрослыми мужчинами деревни. В результате контактов с европейцами у бонгу происходит развитие товарно-денежных отношений, следовательно, неизбежна имущественная дифференциация (Егорунин 1999: 489).

## Верования
Главные элементы традиционных верований бонгу — магия и культ предков. Своеобразен фольклор бонгу, в частности, мужские групповые танцы (Егорунин 1999: 489).

## Численность
Численность — 850 чел. (перепись 2000).